# Abran paso a mis nunga-nungas
Abran paso a mis nunga-nungas (título original en inglés: Knocked Out by My Nunga-Nungas) es el tercer libro de la serie de Los diarios de Georgia Nicolson, escrito por la autora británica Louise Rennison. El libro se publicó en junio de 2003 en España.

## Argumento
Georgia es ahora la novia «oficial» de Robbie, sin embargo, debe pasar vacaciones de cinco días en los lagos de Escocia, donde debe soportar a su primo. Tras las vacaciones, Georgia vuelve con Robbie, y al mismo tiempo, desea encontrar el maquillaje que disimule su «enorme» nariz, y vigila el crecimiento de sus nunga-nungas. Asimismo, el padre de Georgia decide operar al gato Angus, por lo que la chica defiende su mascota. No obstante, Georgia se tropieza con Dave el Risas y comprueba que aún hay algo entre ambos.